# WTA Sarasota
Das WTA Sarasota (offiziell: Sarasota Clay Court Classic) war ein Damen-Tennisturnier der WTA Tour, das 2002 und 2003 in der US-amerikanischen Stadt Sarasota ausgetragen wurde.

## Siegerliste

### Einzel
| Jahr | Siegerin            | Finalgegnerin  | Ergebnis |
| ---- | ------------------- | -------------- | -------- |
| 2002 | Jelena Dokić        | Tatjana Panowa | 6:2, 6:2 |
| 2003 | Anastassija Myskina | Alicia Molik   | 6:4, 6:1 |

### Doppel
| Jahr | Sieger                           | Finalgegner                   | Ergebnis       |
| ---- | -------------------------------- | ----------------------------- | -------------- |
| 2002 | Jelena Dokić Jelena Lichowzewa   | Els Callens Conchita Martínez | 6:75, 6:3, 6:3 |
| 2003 | Liezel Huber Martina Navratilova | Shinobu Asagoe Nana Miyagi    | 7:68, 6:3      |